# Смірна (Румунія)
Смірна (рум. Smirna) — село у повіті Яломіца в Румунії. Входить до складу комуни Гривіца.
Село розташоване на відстані 104 км на схід від Бухареста, 17 км на північ від Слобозії, 119 км на північний захід від Констанци, 94 км на південний захід від Галаца.

## Населення
За даними перепису населення 2002 року у селі проживали 1162 особи, усі — румуни. Усі жителі села рідною мовою назвали румунську.